# Víctor Diogo
Víctor Hugo Diogo Silva (Treinta y Tres, 9 aprile 1958) è un ex calciatore uruguaiano, di ruolo difensore. È il padre del calciatore Carlos Diogo.

## Caratteristiche tecniche
Giocava come terzino destro o sinistro.

## Carriera

### Club
Debuttò nella prima squadra del Peñarol nel 1979, e già al suo primo anno da professionista vinse il titolo di campione d'Uruguay. Nel 1981 ripeté il successo, ma fu nel 1982 che visse il suo annus mirabilis: a un ulteriore campionato nazionale seguirono, nell'ordine, Coppa Libertadores e Coppa Intercontinentale. Nel 1984 decise di lasciare la propria patria per tentare l'esperienza brasiliana con il Palmeiras di San Paolo. Sebbene nel campionato nazionale non ottenne molto successo, arrivando a racimolare ventisei presenze in quattro anni, fu comunque tra i giocatori più importanti del club in quegli anni, arrivando a quota 146 partite e sette reti totali, risalenti principalmente a tornei statali.

### Nazionale
Debuttò in Nazionale il 20 settembre 1979 nell'incontro di Asunción contro il Paraguay, valevole per la Copa América 1979. Aveva iniziato tale competizione da riserva di Moreira, ma con il prosieguo del torneo guadagnò la titolarità, giocando tutti i novanta minuti delle ultime due gare. Nel 1980 prese parte al Mundialito, e venne impiegato in seguito all'espulsione di Moreira nella partita contro l'Italia; disputò anche la finale da titolare. Successivamente Omar Borrás, nuovo CT della Nazionale, lo incluse nella lista dei convocati per la Copa América 1983; si ripeté ciò che era successo nella precedente edizione, dato che fu impiegato solo a partire dall'ultima partita della fase a gironi, ma divenne poi una presenza stabile dell'undici iniziale. Fece dunque parte dei convocati per il campionato del mondo 1986, e fu stabilmente titolare nella fase a gironi, sempre nel ruolo di terzino destro; nella partita contro l'Argentina, però, venne sostituito da Gutiérrez. La sua ultima presenza internazionale risale al 13 giugno 1986.

## Palmarès

### Club

#### Competizioni nazionali
- Campionato uruguaiano: 3

Peñarol: 1979, 1981, 1982

#### Competizioni internazionali
- Coppa Libertadores: 1

Peñarol: 1982
- Coppa Intercontinentale: 1

Peñarol: 1982

### Nazionale
- Coppa d'Oro dei Campioni del Mondo: 1

1980
- Coppa America: 1

Copa América 1983